# 1-ша флотилія підводних човнів Крігсмаріне
1-ша флотилія підводних човнів Крігсмаріне — підрозділ військово-морського флоту Третього Рейху.

## Історія
Відродження підводного флоту Німеччини, знищеного після Першої світової війни, почалося зі створення 27 вересня 1935 флотилії підводних човнів «Веддіген», названої на честь капітан-лейтенанта Отто Веддігена, під командуванням якого U-9 у вересні 1914 року за півтори години потопила три британські крейсери типу «Крессі»: «Абукір», «Крессі» й «Хог». Командиром флотилії став капітан-цур-зее Карл Деніц, а до складу її спочатку входила тільки U-9 типу II-В. Згодом на флотилію увійшли човни з U-1 по U-12, типу II, причому U-1 … U-6 використовувалися тільки в навчальних цілях. У 1939 році флотилія «Веддіген» була перейменована в 1 флотилію підводних човнів.

## Склад
У різні роки через 1-шу флотилію пройшли 111 підводних човнів, у тому числі
| Тип        | Кількість |
| ---------- | --------- |
| II-B       | 14        |
| II-C       | 8         |
| II-D       | 13        |
| VII-B      | 3         |
| VII-C      | 81        |
| VII-C / 41 | 2         |
| X-B        | 2         |

## Командири
| Час                          | Командувач флотилією               |
| ---------------------------- | ---------------------------------- |
| Вересень 1935 — грудень 1935 | Капітан-цур-зее Карл Деніц;        |
| Січень 1936 — вересень 1937  | Капітан-цур-зее Отто Лойке         |
| Жовтень 1937 — вересень 1939 | Капітан-лейтенант Ганс-Гюнтер Лофф |
| Вересень 1939 — жовтень 1940 | Корветтен-капітан Ганс Екерманн    |
| Листопад 1940 — лютий 1942   | Корветтен-капітан Ганс Когауш      |
| Лютий 1942 — липень 1942     | Капітан-лейтенант Гайнц Бухольц    |
| Липень 1942 — вересень 1944  | Корветтен-капітан Вернер Вінтер    |